# UFC Fight Night: Brown vs. Silva
UFC Fight Night: Brown vs. Erick Silva ou UFC Fight Night 40 foi um evento de artes marciais mistas promovido pelo Ultimate Fighting Championship, ocorrido em 10 de maio de 2014 na U.S. Bank Arena, em Cincinnati, nos Estados Unidos.

## Background
O evento foi o segundo evento da organização a acontecer em Cincinnati, após o UFC 77, que aconteceu em 2007. Teve como evento principal a luta entre os meio médios Matt Brown e o brasileiro Erick Silva.
Alex Yakovlev enfrentaria Yan Cabral no evento, porém, foi movido para uma luta contra Demian Maia no UFC Fight Night: Dos Santos vs. Miocic. Ele então foi substituído por Zak Cummings.
William Macario iria enfrentar Neil Magny, mas uma lesão o tirou da luta e ele foi substituído por Tim Means.

## Bônus da Noite
- Luta da Noite:  Matt Brown vs.  Erick Silva
- Performance da Noite:  Matt Brown e  Johnny Eduardo